# ニューヨーク海事大学

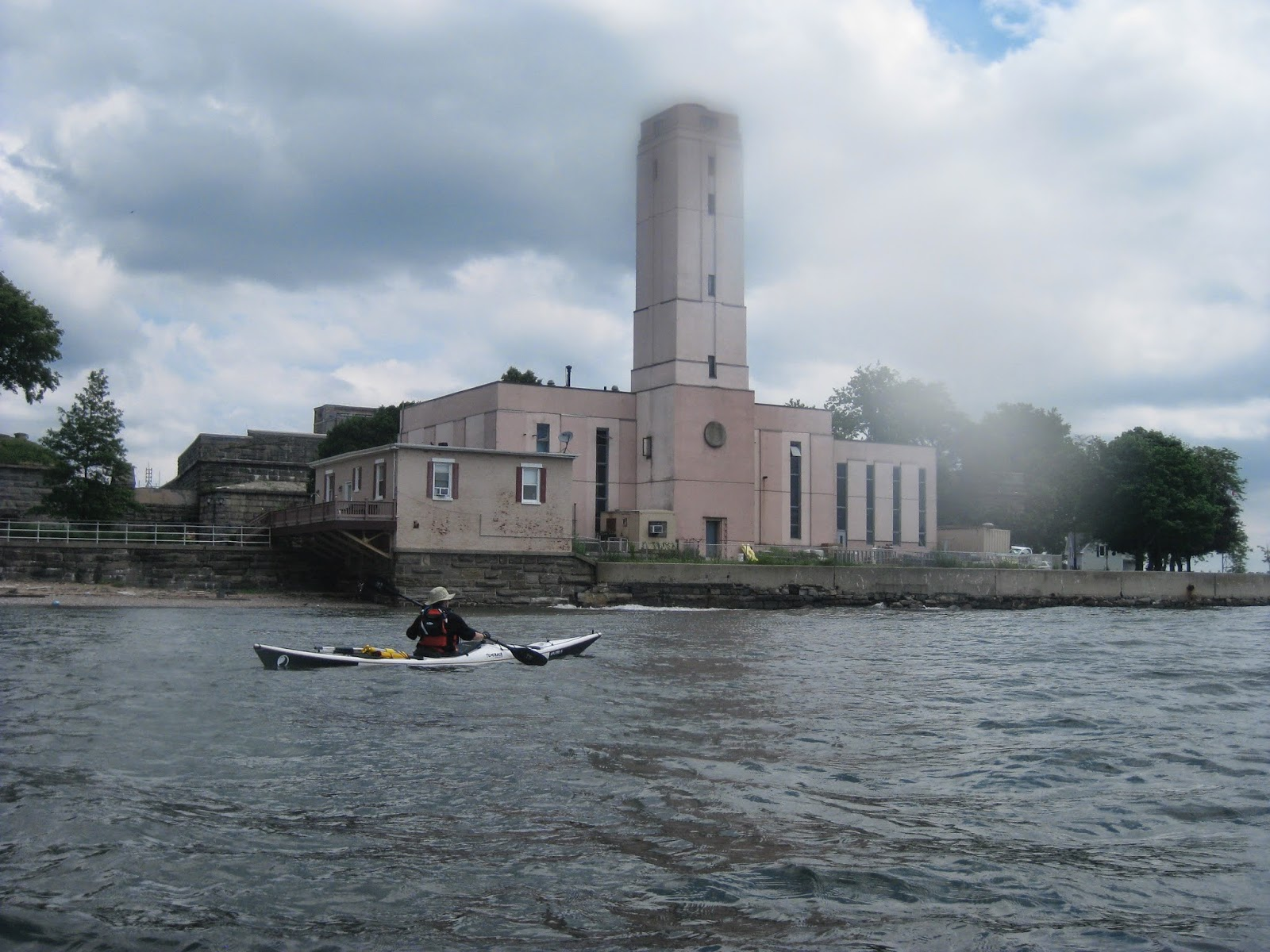
海岸から見たニューヨーク海事大学

ニューヨーク海事大学（ニューヨークかいじだいがく、State University of New York Maritime College）はアメリカ合衆国ニューヨーク州に所在する州立大学である。この種の大学機関としては全米で最も古いものである。